# Herschel Whitfield Arant
Herschel Whitfield Arant (* 18. Juli 1887 in Church Hill, Tallapoosa County, Alabama; † 14. Januar 1941 in Columbus, Ohio) war ein US-amerikanischer Jurist. Nach seiner Berufung durch Präsident Franklin D. Roosevelt fungierte er von 1939 bis zu seinem Tod im Jahr 1941 als Bundesrichter am Bundesberufungsgericht für den sechsten Gerichtskreis.

## Werdegang
Nach seinem Schulbesuch absolvierte Herschel Arant die University of Alabama in Tuscaloosa, an der er 1935 den Bachelor of Science erwarb. Anschließend schrieb er sich an der Yale University ein, wo er 1911 als Bachelor of Arts und 1912 als Master of Arts abschloss. An der Yale Law School folgte schließlich 1915 der Bachelor of Laws, woraufhin er bis 1920 als Rechtsanwalt in Atlanta (Georgia) praktizierte. Während dieser Zeit war er außerdem von 1916 bis 1920 als Professor der Rechtswissenschaften an der School of Law der Emory University tätig. Von 1920 bis 1922 war er Assistant Professor in Yale, ehe er an die University of Kansas wechselte, wo er bis 1928 Jura lehrte und als Dekan der dortigen School of Law vorstand. In den gleichen Funktionen war er von 1928 bis 1939 am College of Law der Ohio State University beschäftigt.
Am 9. Februar 1939 wurde Arant durch Präsident Roosevelt zum Richter am United States Court of Appeals for the Sixth Circuit mit Zuständigkeit für die Bundesstaaten Kentucky, Michigan, Ohio und Tennessee ernannt; damit übernahm er einen zuvor neu eingerichteten Sitz. Nach der Bestätigung durch den US-Senat, die zwölf Tage später erfolgte, konnte er sein Amt am 4. März desselben Jahres antreten und es bis zu seinem Tod am 14. Januar 1941 ausüben. Sein Sitz fiel danach an Thomas Francis McAllister. Herschel Arant wurde auf dem Sunset Cemetery in Galloway beigesetzt.